# Sótony
Sótony község Vas vármegyében, a Sárvári járásban.

## Fekvése
Szombathelytől 33 kilométerre, a Rábától 4 kilométerre keletre, Sárvár közvetlen déli szomszédságában található.

### Megközelítése
A településen, annak főutcájaként a 8439-es út húzódik végig, nagyjából délnyugat-északkeleti irányban; ezen érhető el a déli szomszédságában fekvő települések, Kám-Bejcgyertyános-Nyőgér, illetve észak felől Sárvár Hegyközség nevű városrésze felől is. A nyugati szomszédjában fekvő Ikervárral a 8441-es út kapcsolja össze.
Az ország távolabbi részei irányából a 8-as vagy a 834-es főutak érintésével közelíthető meg.
Vasútvonal nem érinti.

## Közélete

### Polgármesterei
- 1990–1994: Krajczár Ferenc (FKgP) [3]
- 1994–1998: Krajczár Ferenc (független)[4]
- 1998–2002: Krajczár Ferenc (független)[5]
- 2002–2006: Krajczár Ferenc (független)[6]
- 2006–2010: Vörös István (független)[7]
- 2010–2014: Vörös István (független)[8]
- 2014–2019: Vörös István (független)[9]
- 2019–2024: Vörös István (független)[10]
- 2024– : Vörös István (független)[1]

## Népesség
A település népességének változása:
| Lakosok száma | 650  | 655  | 629  | 682  | 609  | 591  | 589  |
|               | 2013 | 2014 | 2015 | 2021 | 2022 | 2023 | 2024 |

A 2011-es népszámlálás során a lakosok 87,7%-a magyarnak, 0,5% cigánynak, 0,2% örménynek, 0,2% szlováknak, 0,2% ruszinnak mondta magát (12,3% nem nyilatkozott; a kettős identitások miatt a végösszeg nagyobb lehet 100%-nál). A vallási megoszlás a következő volt: római katolikus 81%, evangélikus 0,2%, református 0,5%, felekezet nélküli 0,9% (17,4% nem nyilatkozott).
2022-ben a lakosság 92,1%-a vallotta magát magyarnak, 1% szerbnek, 0,5% ukránnak, 0,5% németnek, 0,3% cigánynak, 1,1% egyéb, nem hazai nemzetiségűnek (7,7% nem nyilatkozott; a kettős identitások miatt a végösszeg nagyobb lehet 100%-nál). Vallásuk szerint 63,9% volt római katolikus, 2% evangélikus, 1,8% református, 0,3% görög katolikus, 0,3% egyéb keresztény, 0,8% egyéb katolikus, 6,1% felekezeten kívüli (24,6% nem válaszolt).

## Nevezetességei
- Szentháromság római katolikus templom
- II. világháborús emlékmű
- Hegylánc Fogadó
- Faluszekér
- 50 akós hordó
- 1937-es szőlőprés

## Hírességei, szülöttei
- Itt született Cser József (1879–1952) cipész, pártvezető.
- Itt született Szakos Gyula (1916–1992) székesfehérvári katolikus püspök (1982-1991).
- Itt született Varga János (1927–2008) levéltáros, politikus, országgyűlési képviselő.